# 吉屋藏嬌
《吉屋藏嬌》，是1988年上映的一部香港恐怖鬼片，由陸劍明執導，陸劍明監製，爾冬陞、利智、鄭裕玲、唐麗球主演。

## 劇情
大學教授鍾楚雄（爾冬陞 飾）和他的未婚妻嘉雯（鄭裕玲 飾）搬進了他朋友吳國勁（鄭丹瑞 飾）的祖父的小妾秋薇（利智 飾）的鬼魂居住的房子。 秋薇一邊試圖與房子的新主人溝通，一邊試圖找到她親愛的丈夫（盧海鵬 飾）的鬼魂。

## 演員表
| 演員   | 角色           |
| 爾冬陞 | 鍾楚雄         |
| 鄭裕玲 | 嘉雯           |
| 利智   | 秋薇           |
| 唐麗球 | 阿芝           |
| 鄭丹瑞 | 勁哥 / 吳國勁  |
| 盧海鵬 | 吳瑞財         |
| 胡楓   | 嘉雯之上司     |
| 林立三 | 鍾楚雄之麻雀友 |
| 廖偉雄 | Sue之夫        |
| 馬湘鄂 |                |
| 李麗蕊 | Sue 嘉雯之友   |
| 成奎安 | 水電工人       |
| 羅蘭   |                |
| 單桂枝 |                |
| 黃天鐸 |                |
| 鬼塚   |                |

## 外部連結
- 香港影庫上《吉屋藏嬌》的資料（繁體中文）
- 互联网电影数据库（IMDb）上《吉屋藏嬌》的资料（英文）